# Roger Liouville
Roger Liouville (* 1856; † 1930 in Maure) war ein französischer Mathematiker und Ballistik-Ingenieur.

## Leben
Er war der Cousin des Medizinprofessors Henri Liouville (1837–1887) und damit mit dem Mathematiker Joseph Liouville verwandt, der ein Onkel von Henri Liouville war. Liouville studierte ab 1874 an der École polytechnique (und hörte auch 1876 Vorlesungen bei Joseph Liouville). Danach war er im Service des Poudres (Dienststelle für das Pulverwesen) und wurde dort Chefingenieur. Ab 1886 war er Repetitor und später Examinator an der École Polytechnique. Im Ersten Weltkrieg war er wieder 1914 bis 1918 beim Service des Poudres und Mitarbeiter von Oberst François Gossot (auch Hubert Cassien Gossot, 1853–1935), der später General wurde.
Liouville befasste sich mit Geodätischen und Integration von partiellen Differentialgleichungen. Er war in einen Disput mit Paul Painlevé über die Vollständigkeit von dessen Liste von Painlevé-Gleichungen verwickelt. Er gab die Schriften des Pioniers der Stoßwellen Pierre-Henri Hugoniot nach dessen Tod heraus (Hugoniot begann sein Studium zwei Jahre vor Liouville an der Ecole Polytechnique und befasste sich ebenfalls mit Ballistik).
Er verfasste einen Aufsatz über integrierbare Fälle in der Kreiseltheorie als Beitrag zum Wettbewerb um den Bordin-Preis von 1894 (den damals Paul Painlevé gewann, Liouville wurde ehrenvoll erwähnt). Der Aufsatz enthielt aber schwerwiegende Fehler und erst Édouard Husson zeigte 1905 in seiner Dissertation, dass die damals bekannten Fälle von Euler, Lagrange und Sofia Kowalewskaja die einzigen durch algebraische erste Integrale exakt integrierbaren Fälle der Kreiselbewegung (für alle Anfangsbedingungen) waren.
Liouville war Mitarbeiter an der französischen Ausgabe der Encyklopädie der mathematischen Wissenschaften (Mitautor des Abschnitts äußere Ballistik mit Gossot). Er befasste sich auch mit innerer Ballistik (unter anderem Zusammenhang von Verbrennungsgeschwindigkeit und Druck).
1897 erhielt er den Poncelet-Preis.

## Schriften
- mit Gossot: Traité des effets des explosifs, 2 Bände, Paris 1919
- mit Gossot: Sur les lois du movement des projectiles dans l’âme des bouches à feu, Gauthier-Villars 1935
- mit Gossot: Balistique intérieure, Gauthier-Villars 1930